# Chamaeangis vagans
Chamaeangis vagans är en orkidéart som först beskrevs av John Lindley, och fick sitt nu gällande namn av Rudolf Schlechter. Chamaeangis vagans ingår i släktet Chamaeangis och familjen orkidéer.
Artens utbredningsområde är Principe. Inga underarter finns listade i Catalogue of Life.